# De Sliert in de tegenaanval
De Sliert in de tegenaanval is het vierde stripalbum uit de reeks De Sliert. Het verscheen in 1984 als vierde album in een herziene versie van de reeks. In de eerste versie van de reeks uit de jaren zestig bestond dit album niet. Het bevat twee verhalen: het titelverhaal en De Sliert te water.

## De Sliert in de tegenaanval
Dit verhaal verscheen voor het eerst in 1975-1976 in Spirou (nummers 1965-1972). Door het vele werk van Roba kwam het verhaal pas zes jaar na het verhaal De Sliert op zoek (gepubliceerd in het gelijknamige album) in Spirou. De Sliert in de tegenaanval is echter een vervolg op De Sliert op zoek, waardoor de uitgever dit laatste verhaal nogmaals in Spirou publiceerde voorafgaande op De Sliert in de tegenaanval. Opmerkelijk: het boek dat de brug vormt tussen de twee verhalen, heeft in het tweede verhaal een andere kleur.
Het verhaal is getekend door Jean Roba en Jidéhem op een scenario van Maurice Tillieux. Jidéhems eigen personage Sophie is in de achtergrond te zien op plaat 22.

### Verhaal
James denkt dat het boek dat De Sliert in handen kreeg een waanbeeld is van de uitdrager. De kwestie wordt vergeten. Meneer Grijpgraag is intussen in de weer om het boek te doorgronden. Hij komt de schat op het spoor en ontdekt dat die verborgen ligt op het terrein van De Sliert, waar hij al nare ervaringen beleefde (zie De Sliert wint veld!, waar hij Schobberd wordt genoemd). Hij schakelt de Kaaimannen in om de schat te halen. Terwijl Tannie de schat opgraaft, komt de chauffeur van Grijpgraag bij Archibald met het boek. Omdat hij slecht behandeld wordt door zijn baas, geeft hij het als wraak terug aan De Sliert. Eindelijk komt De Sliert te weten wat de schat inhoudt: een waardevolle parel. De chauffeur brengt in een zatte bui zijn meester op de hoogte van zijn daad. Zowel De Sliert als Grijpgraag haasten zich naar het veldje, waar Tannie een kistje heeft opgegraven. Hij gooit het naar Grijpgraag, maar die trapt in een val. Het kistje valt open en de schat, de kostbare parel, valt in een pot met uitjes op azijn. De parel lost in het zure goedje op. Grijpgraag is triest, maar De Sliert laat het niet aan het hart komen.

## De Sliert te water
Dit verhaal verscheen voor het eerst in 1964-1965 in Spirou (nummers 1391-1398). Het is getekend en geschreven door Jean Roba.

### Verhaal
De Kaaimannen verpesten een bootjeswedstrijd van De Sliert. Tijdens het gevecht dat daarop volgt, stoot een man tegen Kaaiman Fons aan. Net daarvoor gooide hij een pakje in de vijver van het park. De man wordt dankzij deze val geklist door de politie. De Sliert en de Kaaimannen komen te weten dat het een dief is, hij stal voorwerpen uit auto's. De Sliert en de Kaaimannen willen het voorwerp uit de vijver halen; de eerste groep wil het aan de politie geven, de tweede hoopt er waardevollen dingen in te vinden. De Kaaimannen zijn De Sliert te vlug af. De Sliert probeert het pakje terug te krijgen, maar slaagt niet. James komt echter met de mededeling dat het pakje een gevaarlijke microbe bevat. Archibald probeert de Kaaimannen nog te waarschuwen, maar teleurgesteld over de inhoud van het pakje gooien ze alles op de grond. Ze worden ziek en belanden in het ziekenhuis. De Sliert kan zijn bootjeswedstrijd nu ongestoord houden.